# Prilep
Prilep (mac. Прилеп, gr. Πρίλαπο – Prílapo, tur. Pirlepe) – miasto w południowej Macedonii Północnej, w kotlinie Priłepsko połe, w regionie Pelagonija. Ośrodek administracyjny gminy Prilep. Jugosłowiańskie miasto-bohater. Liczba mieszkańców w 2013 roku wynosiła 73 793 osoby. 

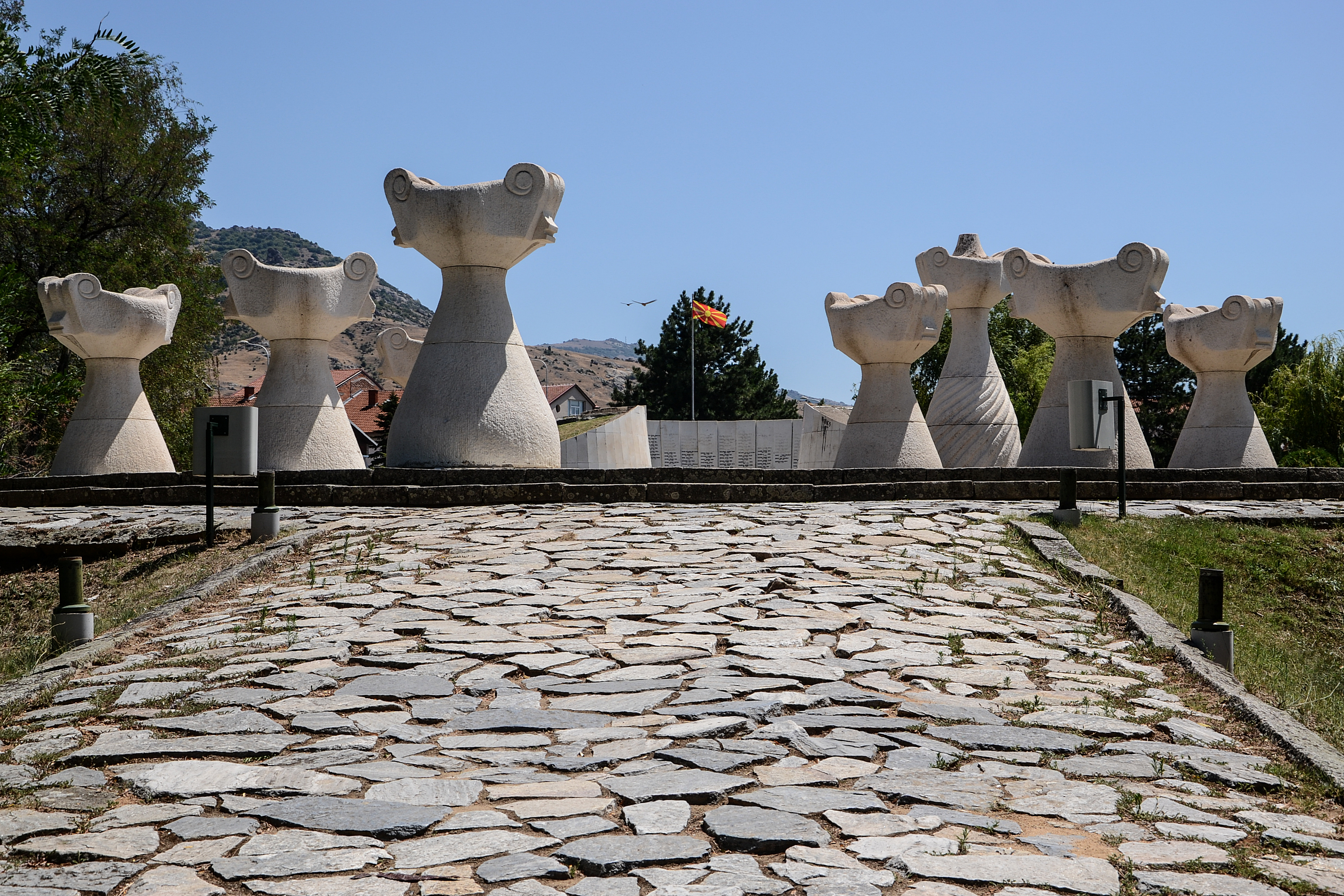
Spomenik - pomnik poległych partyzantów

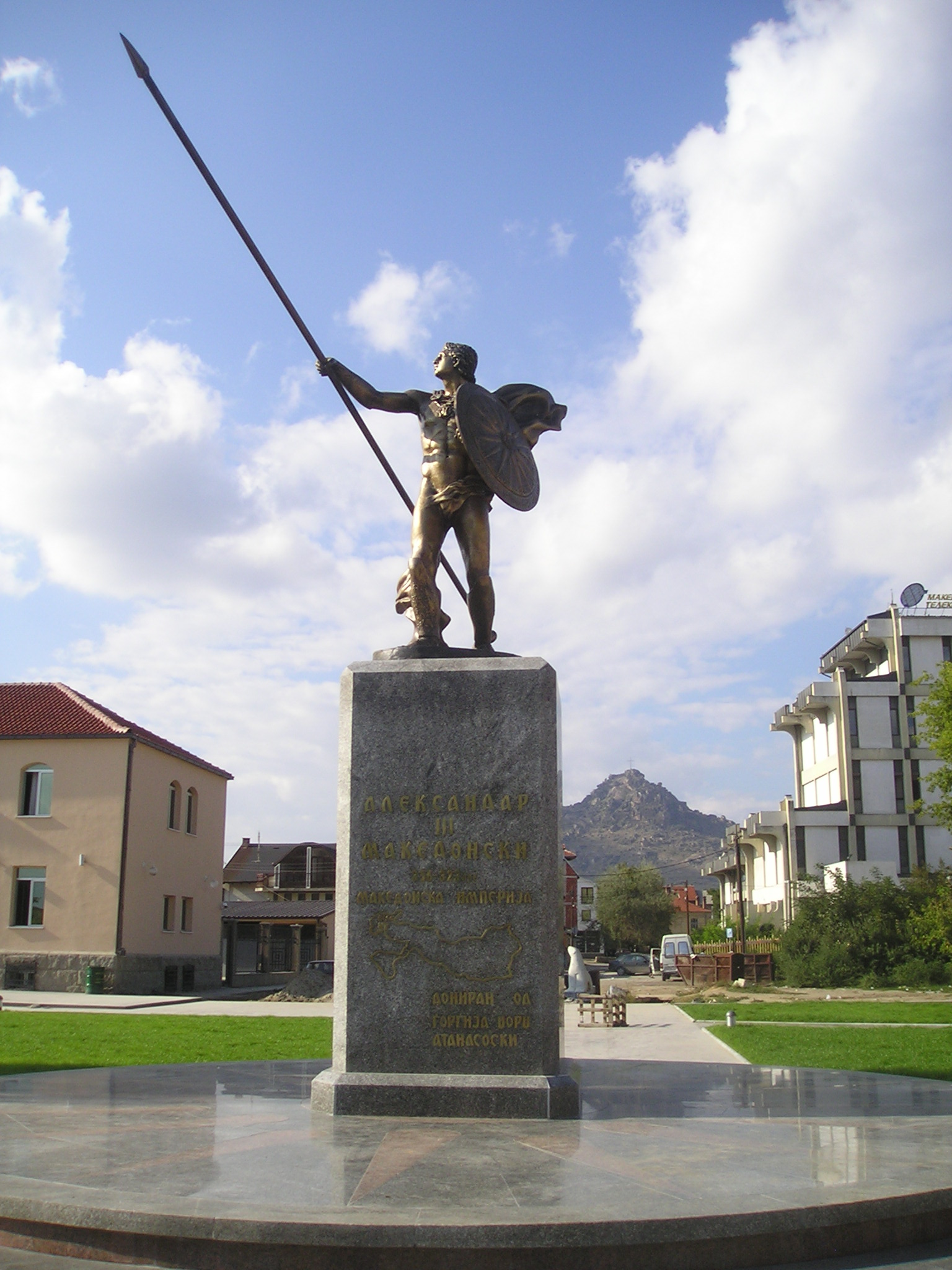
Pomnik Aleksandra Macedońskiego

W czasach rzymskich miasto nazywało się Ceramia, a w bizantyjskich – Prilapon. W drugiej połowie XIV wieku Prilep był stolicą samodzielnego państewka królów Vulkašina i Marka. Pod koniec tego wieku został opanowany przez Turków. 11 października 1941 grupa macedońskich komunistów zaatakowała posterunek bułgarskiej policji w Prilepie – dzień ten stał się później świętem komunistycznej Macedonii.
Prilep słynie z produkcji papierosów ze znakomitego tutejszego tytoniu. Poza tym w mieście są zakłady przemysłu metalowego, elektronicznego, drzewnego, włókienniczego i spożywczego oraz kopalnia marmuru. Przez miasto przebiega droga łącząca dolinę Wardaru z Pelagoniją i linia kolejowa z Wełesu do Floriny przez Bitolę.
Literacki standard języka macedońskiego powstał właśnie na podstawie dialektów pelagonijskich z okolic Prilepu.
Co roku w Prilepie odbywa się międzynarodowy festiwal muzyki dziecięcej „Gwiazdki” i krajowy festiwal teatrów zawodowych. Od 1957 istnieje międzynarodowa kolonia malarzy i rzeźbiarzy przy centrum sztuki nowoczesnej. W mieście działa Instytut Dawnej Kultury Słowiańskiej.

## Zabytki
- wieża zegarowa z XIX wieku,
- dwa meczety z XVI wieku, jeden jest w ruinie, podpalony w 2001 roku,
- liczne cerkwie z X–XV wieku,
- Markovi Kuli – twierdza z X / XIV wieku,
- pozostałości rzymskiej nekropolii.

W okolicy znajdują się pozostałości starożytnych miast: Styberra na wzgórzu Bedem koło wsi Cepigowo, Alkomenai koło wsi Beła Crkwa, Kolobaise pod dzisiejszym monasterem Treskawec. W Prilepie znajduje się również monaster św. Michała Archanioła powstały w X w..

## Sport
W mieście istnieje klub Pobeda Prilep, dwukrotny mistrz Macedonii (2004, 2007). W 1997 Pobeda zagrała w Pucharze UEFA z Odrą Wodzisław Śląski, przegrywając z polską drużyną w rundzie przedwstępnej (0-3 i 2-1).

## Miasta partnerskie
- Czernihów[5]
- Radom